# Performancekunst

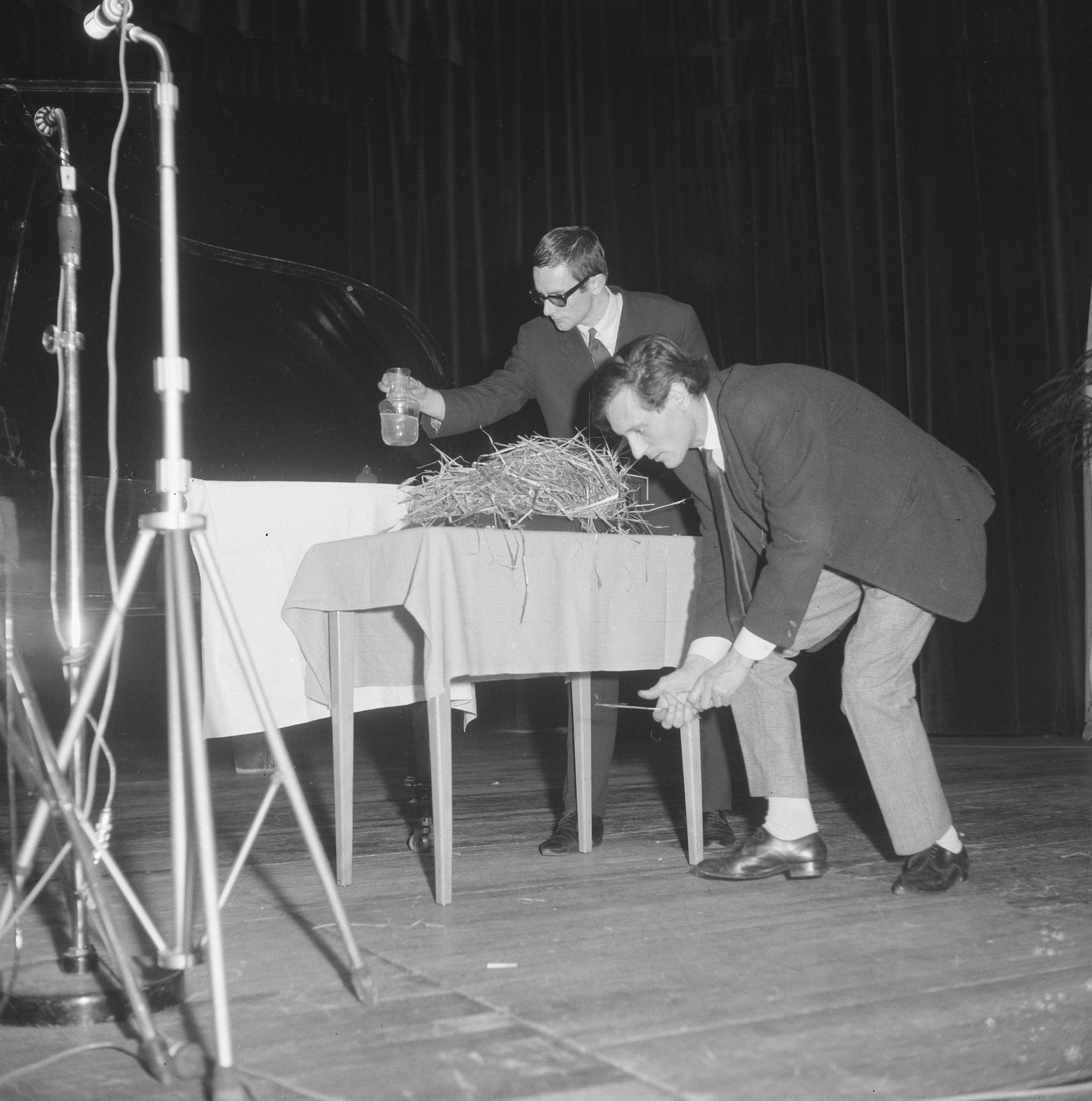
Fluxus-concert in het Kurhaus, met Willem de Ridder en Arthur Köpcke, november 1964

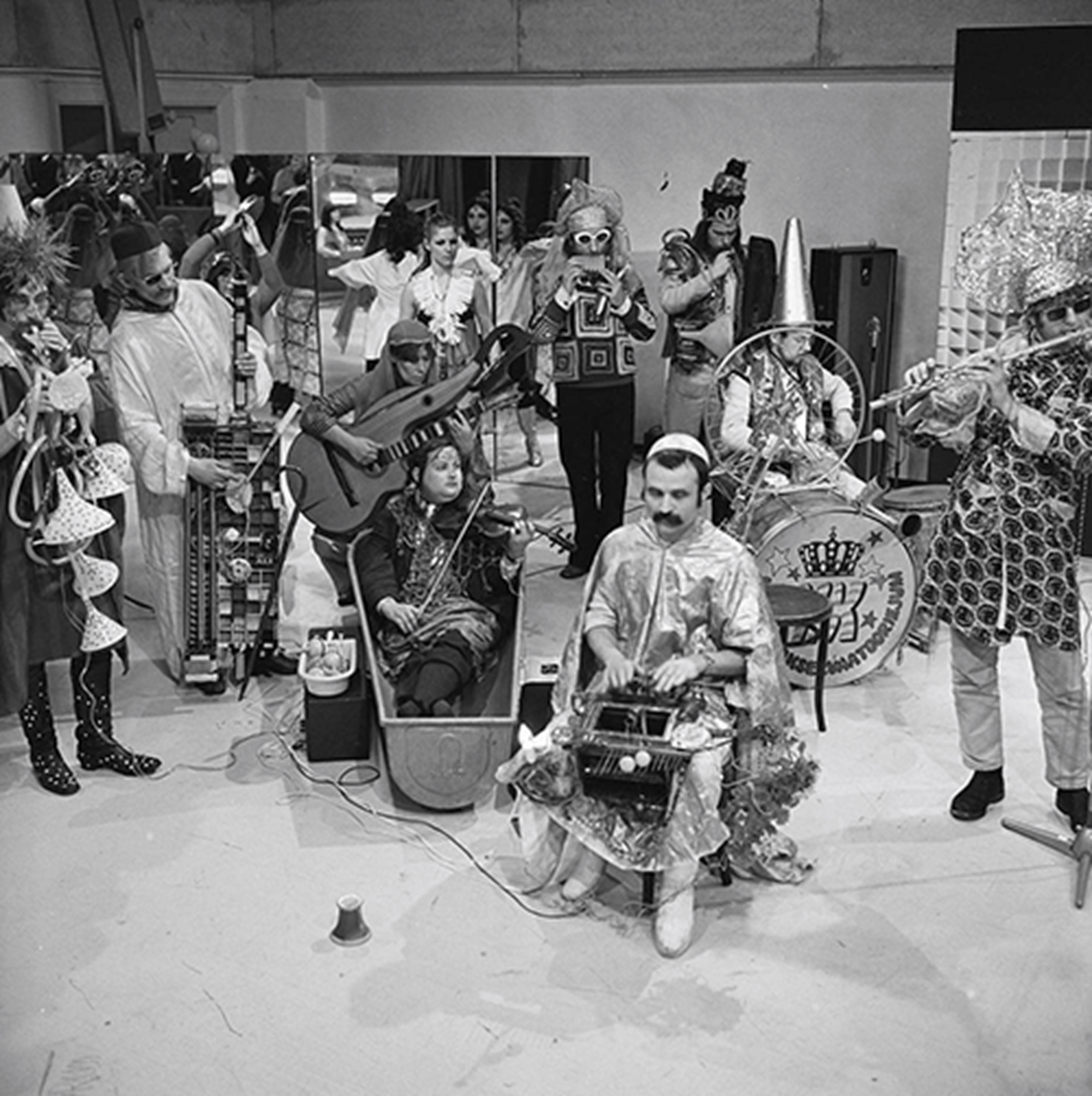
Fenklup met Theo Kley, 1968

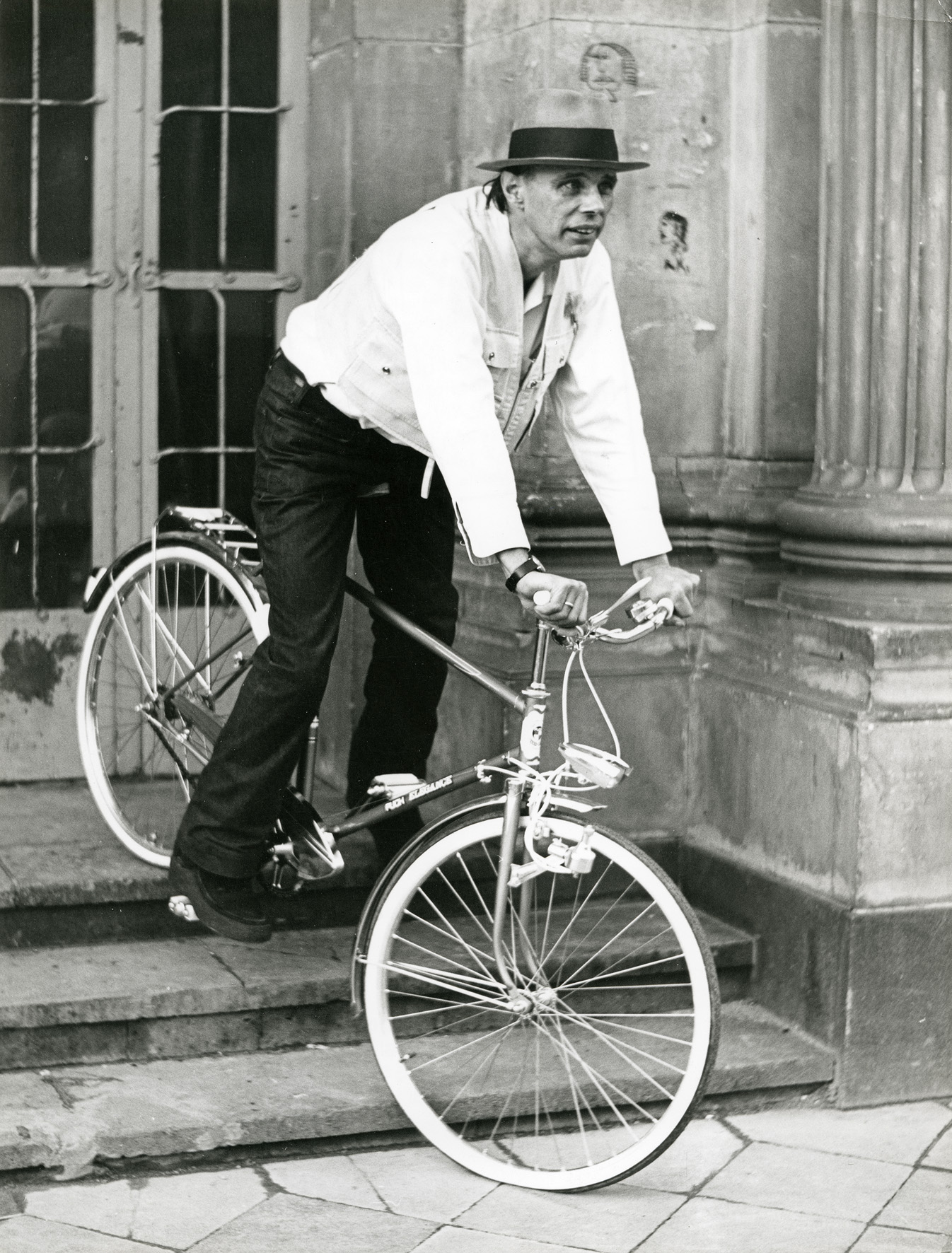
Joseph Beuys in aktie, ongedateerd

Performancekunst is een interdisciplinaire kunstvorm waarbij het kunstwerk wordt gevormd door live-acties van kunstenaars. Deze artistieke acties worden vaak aan een aanwezig publiek of in gedocumenteerde vorm gepresenteerd in de context van de beeldende kunsten. Elementen van beeldende kunst, theater, dans en muziek worden hierbij in het kunstwerk gecombineerd. Ook kenmerkend voor performancekunst zijn happenings, provocaties, unieke ervaringen en de ontwikkeling van een kunstwerk zonder vooropgezette regels of script. Een andere benaming voor de kunstvorm is action art.

## Geschiedenis
De kunstvorm heeft een fundamentele rol gespeeld in de 20e eeuwse avant-garde, als belangrijk onderdeel van de kunststromingen dadaïsme en futurisme.
In de loop van de 20e eeuw werd performancekunst geassocieerd met conceptuele kunst en non-traditionele manieren van artistieke creatie, waarbij statische vormen zoals schilderkunst en beeldhouwkunst werden afgezworen.
In de jaren 1960 werd performancekunst verder ontwikkeld in onder andere New York, waar meer en meer kunstenaars de gevestigde ideeën over kunst gingen bevragen. Voorbeelden hiervan zijn experimenteel theatercollectief The Living Theatre en de kunststroming Fluxus. Zo wilde Fluxus de disciplines muziek en beeldende kunst dichter bij elkaar brengen middels performances. Hierbij werd de stroming beïnvloed door het werk van John Cage, de concrete muziek en de dadabeweging. Een concert van Fluxus vond bijvoorbeeld wel plaats in de ambiance van een klassiek concert met een concertvleugel op het toneel en een acteur met een viool, maar het muziekstuk bestond uit het kapotslaan van de viool op de piano. De gehele actie was beschreven in een beknopte aanwijzing die de partituur van het muziekstuk vormde.
Later werden uithoudingskunst en bodyart een onderdeel van de kunstvorm. Deze vorm legt sterk de nadruk op fysieke methoden om tot een beeldend statement te komen, waarbij uithoudingsvermogen en lichamelijke ongemakken zoals pijn, uitputting en eenzaamheid een centrale rol spelen. Voorbeelden hiervan zijn performances in het vroege werk van Chris Burden en Marina Abramović. Zo liet Burden zich in Shoot (1971) als kunstmanifestatie door een vriend in een galerie neerschieten, en leverde Abramović zich in Rhythm 0 (1974) als object over aan het publiek, passief staand voor een tafel met vrij te gebruiken voorwerpen zoals een roos, lippenstift en een haarborstel, maar ook messen, een pistool en een kogel. Deze kunstwerken waren naast provocatief en shockerend met name baanbrekend in de bevraging van de rol van de toeschouwer ten opzichte van het kunstwerk en de kunstenaar.

## Performancekunstenaars
De Duitse conceptuele kunstenaar Joseph Beuys deed verschillende performances met dode hazen en één met een levende coyote in een kooi in een galerieruimte in New York. Zelf noemde hij deze werken 'acties' (Duits: Aktionen). 
Andere voorbeelden van performancekunstenaars zijn de Koreaanse kunstenaar Nam June Paik, wie in zijn begintijd speciaal geprepareerde piano's bespeelde als performance, en de Taiwanese Tehching Hsieh, die tussen 1978 en 1986 in New York vijf performances presenteerde met een duur van één volledig kalenderjaar. Ook levende kunstwerken, zoals Gilbert & George en Fabiola, kunnen als performancekunstenaars worden geïnterpreteerd. 
Naast Fabiola zijn de Nederlandse Moniek Toebosch, en het voormalige kunstenaarsduo Marina Abramović en Ulay, die geruime tijd werkten en leefden in Amsterdam, voorbeelden van performancekunst in Nederland.

## Internationaal bekende kunstenaars
Afghanistan
- Lida Abdul

België
- Guy Bleus
- Marcel Broodthaers
- Danny Devos
- Jan Fabre
- Ria Pacquée
- Panamarenko
- Roger Raveel

Cuba
- Tania Bruguera

Duitsland
- Joseph Beuys
- Siglinde Kallnbach
- Jonathan Meese
- Timm Ulrichs
- Ulay
- Wolf Vostell

Engeland
- Gilbert & George
- John Lennon

Frankrijk
- Cyprien Gaillard
- Yves Klein
- Phia Ménard

Griekenland
- Jannis Kounellis

Italië
- Piero Manzoni
- Gina Pane

Japan
- Yayoi Kusama
- Shozo Shimamoto
- Yoko Ono
- Chiharu Shiota

Nederland
- Bas Jan Ader
- Armando
- Han Bennink
- Johnny van Doorn
- Robert Jasper Grootveld
- Theo Kley
- Willem de Ridder
- Wim T. Schippers
- Lydia Schouten
- PINK de Thierry
- Moniek Toebosch
- Simon Vinkenoog

Oostenrijk
- Günter Brus
- Valie Export
- Otto Muehl
- Hermann Nitsch
- Helmut Schober

Papoea-Nieuw-Guinea
- Michael Mel

Rusland
- Pussy Riot

Servië
- Marina Abramović

Spanje
- Abel Azcona
- Lara Almarcegui
- Salvador Dalí

Suriname
- Stanley Brouwn

USA
- Vito Acconci
- Laurie Anderson
- Chris Burden
- William S. Burroughs
- James Lee Byars
- John Cage
- Finnegan the Poet
- Allen Ginsberg
- Allan Kaprow
- Jack Kerouac
- Paul McCarthy
- Kazuko Miyamoto
- Nam June Paik
- Faith Ringgold
- Emmett Williams

Zwitserland
- Heinrich Lüber
- Dieter Roth

## Overige betekenissen van performance
- Mensen die bij voorkeur Engelse termen bezigen (vooral in de ICT komt dat veel voor) zeggen en schrijven performance als ze prestatie bedoelen.
- In de psychodiagnostiek wordt performance (of performantie) gebruikt om dat aspect van de intelligentie aan te duiden, waar de verbale component nauwelijks een rol speelt.